# سان پیترو ین کاساله
سان پیترو ین کاساله (به ایتالیایی: San Pietro in Casale) یک کومونه در ایتالیا است که در استان بولونیا واقع شده‌است. سان پیترو ین کاساله ۶۵٫۸ کیلومتر مربع مساحت و ۱۱٬۶۲۶ نفر جمعیت دارد و ۱۷ متر بالاتر از سطح دریا واقع شده‌است.

## خواهرخوانده
شهر بنشوف خواهرخواندهٔ سان پیترو ین کاساله هست.